# Gheorghe Castriotul
Gheorghe Castriotul (în greacă: Γεώργιος Καστοριώτης sau Καστριώτης, Georgios Kastoriotis sau Kastriotis) a fost un diplomat al Țării Românești în timpul domniei lui Constantin Brâncoveanu.

## Biografie
Originar din Castoria, fiu al lui Dimitrie, s-a stabilit în Țara Românească, unde a fost boierit de către voievodul Constantin Brâncoveanu, care l-a ridicat în dregătoriile de postelnic și vel-comis (1704-1706). A fost trimis la curtea lui Petru cel Mare din Moscova, între anii 1697 și 1703. În acest interval, a fost trimis de Brâncoveanu și pe lângă hatmanul Ucrainei, Ioan Mazepa, la Baturin.
La întoarcerea în țară, Castriotul a primit de la patronul său politic un loc de casă în București. A ținut legătura prin corespondență cu primul ministru al țarului Petru cel Mare, Feodor Alexeievici Golovin. După moartea lui Golovin, a ținut corespondență și cu urmașul acestuia Gavril Ivanovici Golovkin. În 1710, pentru mai puțin de o lună, l-a reprezentat pe Brâncoveanu la Iași, la curtea noului domn Nicolae Mavrocordat.
Gheorghe Castriotul a înființat a școală în localitatea sa natală Castoria, pentru a cărei finanțare a prevăzut dobânda dintr-o sumă de 13.000 de ducați depuși în 1708 la banca din Veneția. A donat de asemenea bani patriarhiei din Ierusalim. 